# Dopolavoro Sportivo Aquila-Montevarchi 1941-1942
Questa voce raccoglie le informazioni riguardanti il Dopolavoro Sportivo Aquila-Montevarchi nelle competizioni ufficiali della stagione 1941-1942.

## Rosa
| N. |                   | Ruolo | Calciatore           |
| -- | ----------------- | ----- | -------------------- |
|    | Italia (bandiera) | A     | Fausto Arata         |
|    | Italia (bandiera) | D     | Mario Baraldi        |
|    | Italia (bandiera) | D     | Gino Bettinato       |
|    | Italia (bandiera) | C     | Rossano Boni         |
|    | Italia (bandiera) | P     | Gianpaolo Fantoni    |
|    | Italia (bandiera) | P     | Alfeo Ghilli         |
|    | Italia (bandiera) | C     | Giovanni Giovannetti |
|    | Italia (bandiera) | A     | Bruno Guerri         |

| N. |                   | Ruolo | Calciatore       |
| -- | ----------------- | ----- | ---------------- |
|    | Italia (bandiera) | A     | Trento Loretti   |
|    | Italia (bandiera) | A     | Willy Lucaccini  |
|    | Italia (bandiera) | D     | Ermanno Strambi  |
|    | Italia (bandiera) | C     | Vinicio Targioni |
|    | Italia (bandiera) | D     | Aldo Tinti       |
|    | Italia (bandiera) | D     | Orlando Tosi     |
|    | Italia (bandiera) | C     | Vasco Vanzi      |